# Nicolas-Joseph Dehesselle

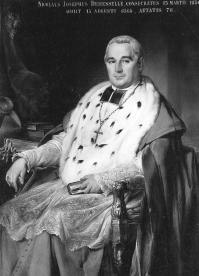
bisschop Dehesselle van Namen

Nicolas-Joseph Dehesselle (Charneux, 4 juli 1789 - Namen, 15 augustus 1865) was de 20e bisschop van Namen in België. Zijn pontificaat liep van 1836 tot zijn dood in 1865.

## Levensloop
Dehesselle was geboren in Charneux. Charneux was gelegen in het land van Herve, in het toenmalige hertogdom Limbourg, een vorstendom in de Oostenrijkse Nederlanden. Hij studeerde aan het keizerin Maria-Theresiacollege in Herve en in Keulen, waarna hij priesterstudies deed in het grootseminarie van Namen. Pisani de la Gaude, bisschop van Namen, wijdde hem tot priester in 1812. Nadien keerde hij terug naar zijn bisdom, het bisdom Luik. Hij maakte er carrière: in 1812 werd hij president van het grootseminarie van Luik en in 1833 vicaris-generaal van Luik.
Na de dood van de Naamse bisschop Jean-Arnold Barrett (1835), volgde Dehesselle hem op als 20e bisschop van Namen (1836). De bisschopswijding kreeg hij van Sterckx, aartsbisschop van Mechelen en van Bommel, bisschop van Luik.
Zijn pontificaat werd gekenmerkt door de volgende gebeurtenissen:
- Afscheiding van het groot-hertogdom Luxemburg (1839) door het Verdrag van Londen. Het hertogdom Luxemburg behoorde, sinds 1823 pas, tot het bisdom Namen, wat een beslissing was van Willem I der Nederlanden. Door de afscheidingen van België (1830) en Luxemburg (1839) ontstond er een apart vicariaat voor het groot-hertogdom Luxemburg. Dit vicariaat hing rechtstreeks af van de Heilige Stoel en werd voorgezeten door van der Noot.
- Katholiek onderwijs. In het jonge België steunde hij de oprichting van katholieke scholen. Hij organiseerde herstellingswerken van parochiekerken die verwaarloosd gebleven waren sinds de Franse Revolutie.
- De vlucht van paus Pius IX naar Gaeta naar aanleiding van de uitroeping van de Romeinse republiek (1849). Dehesselle ronselde mannen in Namen om te vechten als zoeaaf in de Pauselijke Staat.
- Het dogma van de Onbevlekte Ontvangenis van Maria (1854). Dehesselle was aanwezig in Rome in 1854, wanneer paus Pius IX dit dogma afkondigde. Dehesselle was een gedreven aanhanger van dit dogma[2]. Onmiddellijk na de eerste Maria-verschijning in Lourdes aan Bernadette Soubirous (1858), liet Dehesselle Lourdes-beelden aanbrengen in zijn bisdom.

## Onderscheidingen
- Bisschop-assistent bij de pauselijke troon
- Paltsgraaf bij de Heilige Stoel[3]